# Place Skanderbeg (Tirana)
Pour les articles homonymes, voir Place Skanderbeg (homonymie) et Skanderbeg.
Pour la place de Paris, voir Place Skanderbeg (Paris).
La place Skanderbeg (Sheshi Skënderbej, Piazza Scanderbeg) est une vaste esplanade du centre de Tirana, capitale et principale agglomération de l'Albanie. Centre névralgique et important centre de rassemblement de la cité, elle est bordée de bâtiments hétéroclites, mêlant immeubles de style fasciste (héritage de l'occupation italienne), bâtiments modernes relevant de l'esthétique soviétique (témoignages de la période communiste) et constructions plus anciennes, d'origine ottomane.
En 2003, à la suite d'un concours organisé par la mairie de Tirana, la rénovation de la place et des rues adjacentes a été confiée à une équipe d'architectes, sous la supervision du cabinet français Architecture-Studio. Cette revalorisation de la place s'inscrit dans un projet de modernisation global de la ville, visant à mettre en œuvre « une vision européenne de la capitale ». Le projet comprend la construction de tours aux abords de la place, modernes mais conçues pour s'intégrer dans le tissu urbain, la mise en place d'un nouveau mobilier et la plantation d'essences méditerranéennes (palmiers). Les travaux d'aménagement ont débuté au mois de mars 2010, et doivent se poursuivre plusieurs années. La place a été inaugurée, le dimanche 11 juin 2017. Elle est maintenant la plus grande zone piétonne des Balkans.

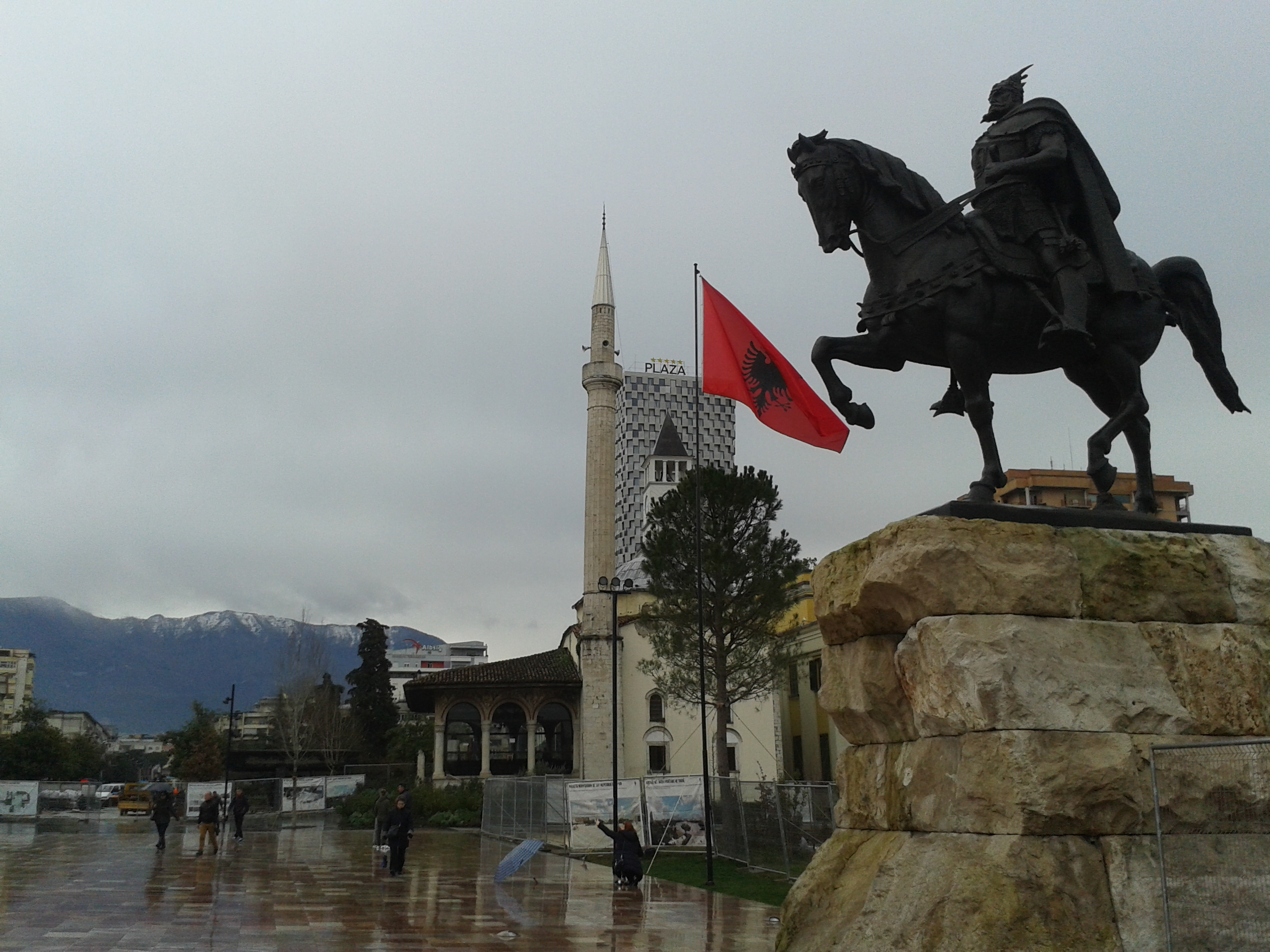
La place et la statue de Skanderbeg à Tirana

## Description
La place Skanderbeg doit son nom à Georges Kastrioti, dit « Skanderbeg » (c'est-à-dire « Prince Alexandre », en référence à Alexandre le Grand, auquel il était comparé), une des grandes figures de la résistance albanaise contre les Ottomans. Commencée sous le roi Zog Ier, elle est complétée pendant la période d'occupation italienne, et dotée de grands monuments de style soviétique pendant la période communiste. Quelques vestiges de la période ottomane sont toujours visibles, parmi lesquels la célèbre Tour de l'Horloge (Kulla e Sahatit), construite en 1821 et surélevée en 1928, et la mosquée Et'hem Bey, classée monument culturel, dont la construction s'est étalée de 1794 à 1821.
Parmi les autres monuments emblématiques qui bordent la place figurent le Palais de la Culture, commencé en 1959. Dessiné par des architectes soviétiques, il fut achevé par des architectes chinois au moment de la rupture du régime albanais avec l'Union soviétique. Cette bâtisse un peu austère abrite, entre autres, un opéra et une bibliothèque. À proximité, l'hôtel Tirana International a été édifié pendant la période communiste pour abriter les délégations étrangères de passage. Enfin, le musée national historique (Muzeu Historik Kombëtar) date de 1981. Il abrite des collections témoignant de deux mille ans d'histoire albanaise. Une église orthodoxe, toujours en construction, devrait être achevée dans les années qui viennent. Plusieurs ministères sont situés aux abords de la place (ministère de l'Économie, ministère des Transports...).
Le centre de l'esplanade est occupé par une statue équestre en bronze de Skanderbeg, œuvre de Odhise Paskali, Andrea Mano et Janaq Paço. Elle fut inaugurée en 1968, à l'occasion du cinq centième anniversaire de la mort de Skanderbeg. Jusqu'en 1991, la place abritait également une monumentale statue d'Enver Hoxha.
Plusieurs axes importants partent de la place Skanderbeg, parmi lesquels le boulevard Zog-Ier et le boulevard des Martyrs de la Nation.